# Ousmane Ndiaye
Ousmane Ndiaye, né en 1980 est un  journaliste, éditorialiste et écrivain sénégalais.

## Biographie

### Enfance, éducation et débuts
Il est diplômé du Centre d'études des Sciences et Techniques de l’information (CESTI) de l’Université Cheikh-Anta-Diop de Dakar et de l’Institut Français de Presse de Paris 2,.

### Carrière
Ousmane Ndiaye a travaillé pour de nombreux médias, à la fois européens et africains. 
Dans les médias européens, il a rédacteur en chef Afrique de TV5 Monde et responsable Afrique de l'hebdomadaire Courrier International et a également travaillé comme correspondant au Mali et au Sénégal pour plusieurs médias européens, tels que TV5, Le Monde, l'APIC ou l'ATS. Il a aussi été chroniqueur sur I-Télé dans l'émission Le Monde nous regarde, éditorialiste pour France Ô dans l'émission L'Agora, et reporter pour Respect Magazine,.
Dans les médias africains, il a été reporter pour les journaux sénégalais Le Quotidien, L’Événement du Soir et La Nouvelle.
Il a aussi été président de la Société des journalistes de Courrier international, délégué élu et membre du Conseil de surveillance du groupe Le Monde pendant deux ans.
Le 11 juillet 2025, il publie son premier essai, intitulé "L’Afrique contre la démocratie Mythes, déni et péril" et qui dénonce le manque de démocratie en Afrique,.